# Eleonore Mann
Eleonore („Lore“) Mann, geborene Eleonore Ehrlich (geboren am 4. Juni 1907 in Breslau, heute Polen; gestorben am 19. November 1980 in London, England) war eine deutsche Juristin und eine der ersten weiblichen Fakultätsassistentinnen an der Friedrich-Wilhelms-Universität in Berlin. Mit ihrer Forschung zum Thema Verrat von Betriebsgeheimnissen nach englischem und amerikanischem Recht  erhielt sie als eine der ersten Frauen in Deutschland einen Doktortitel in Rechtswissenschaften.
Sie wurde in der Zeit des Nationalsozialismus als Jüdin verfolgt und wanderte nach England aus. Dort gründete sie eine Kanzlei (1964), die als Vorläufer der Neighbourhood Law Centers beschrieben wird. Sie vertrat zum größten Teil Frauen, die unter häuslicher Gewalt litten.

## Leben & Persönliches
Eleonore Mann wuchs mit ihrer Mutter Antonie Ehrlich (geb. Goldtschmidt) und ihrem Vater Martin Ehrlich, einem Kaufmann, in Breslau auf. Sie besuchte zunächst ein Lyzeum in Breslau und im Anschluss daran die Augustaschule, eine Studienanstalt mit realgymnasialer Ausrichtung. Mit der Oberprima wechselte Eleonore an die Fürstin-Bismarck-Schule und schloss mit dem Abitur im Jahr 1925 ihre Schullaufbahn ab.
Während ihrer Zeit als Fakultätsassistentin lernte sie ihren Kollegen Frederick Alexander Mann kennen und lieben. Sie heirateten am 12. Oktober 1933 und gingen noch am gleichen Tag ins Exil nach England. Hier fand ihr Mann eine Anstellung in einer Anwaltskanzlei und begann zeitgleich erneut ein Jurastudium. Lore Mann erhielt zunächst keine Arbeitserlaubnis. In dieser Zeit brachte sie drei Kinder zur Welt (Sohn David, 1935; Tochter Jessica, 1937; Tochter Nicola, 1944).
Die Familie entging im Mai 1940 einer Internierung, weil die örtliche Polizei aufgrund der Tätigkeit ihres Mannes als britischer Delegierter in einem Staatskomitee eine Verhaftung ablehnte.
Eleonore Mann starb am 19. Oktober 1980 im Alter von 74 Jahren. Nachdem man ihr mitgeteilt hatte, dass sie Krebs im Endstadium hatte, beschloss sie, sich das Leben zu nehmen. In seiner Autobiografie schrieb F.A. Mann über seine Frau: „Wie ihr ganzes Leben lang sprach sie die Wahrheit. Ihre Integrität sowie die Stärke ihres Charakters und ihrer Überzeugungen waren vollkommen. [...] Krankheit, Invalidität, Hilflosigkeit, Abhängigkeit konnte sie nicht ertragen. Sie war entschlossen, Herrin über ihr eigenes Leben zu sein. [...] klassischer Stoizismus und Würde.“ (Im Original: “As throughout her life, she spoke the truth. Her integrity as well as the strength of her character and convictions were complete. [...] She could not face illness, invalidity, helplessness, dependence. She was determined to be the master of her own life. [...] classical stoicism and dignity.”)

## Untersuchungen von William Stern
In ihrer frühen Kindheit war Lore Ehrlich eines der Kinder, die William Stern für sein Werk Psychologie der frühen Kindheit: bis zum sechsten Lebensjahre untersuchte. Mit nur vier Jahren konnte sie eine Begebenheit, die bereits drei Jahre zuvor stattgefunden hatte, beschreiben: „Lore behauptete neulich, sich an den Besuch einer Verwandten zu erinnern, die vor fast drei Jahren bei uns war. Ich hielt ein so langes Rückerinnern nicht für möglich und prüfte sie durch Fragen; da wußte sie ganz richtig: die Dame war in Trauer; wir saßen im blauen Zimmer“.
Unter anderem diese Untersuchungen brachte ihn zu der Erkenntnis, dass Erinnerungen von Kindern auf eine Zeit zurückgehen, „in welcher die Kinder noch kaum fähig waren zu sprechen, und vor allem noch keine Ahnung von Farbenbezeichnungen hatten; es haben sich also die optischen Vorstellungen in ihrem farbigen Charakter direkt konserviert, ohne daß sie durch irgendwelche sprachliche Formulierung des Eindrucks unterstützt worden wären.“

## Beruflicher Werdegang
Neben ihrem Mathematikstudium an der Friedrich-Wilhelms-Universität in Berlin besuchte Mann Vorlesungen an der Juristischen Fakultät und entschied sich schließlich, ganz zum Jurastudium zu wechseln. Nach ihrem Jurastudium in Berlin und drei Semestern an der Universität in Heidelberg absolvierte sie im März 1929 ihr Erstes Juristisches Staatsexamen. Neben ihrem Vorbereitungsdienst, den sie im Mai 1929 begann, schrieb sie an ihrer Dissertation und wurde eine der ersten weiblichen Fakultätsassistentinnen an der Berliner Universität. In dieser Funktion hielt sie, unter anderem im Strafrecht, Universitätskurse und veröffentlichte Beiträge in juristischen Fachzeitschriften. Ihr Ferienkurs im Wintersemester 1931/32 hatte mit 39 Studenten und Studentinnen eine der höchsten Belegzahlen in diesem Semester und auch im gleichen Kurs in den nachfolgenden Semestern.
Im Jahr 1930 promovierte Mann an der Berliner Universität zum Thema Verrat von Betriebsgeheimnissen nach englischem und amerikanischem Recht mit der Note magna cum laude bei Professor Eduard Kohlrausch als Erstkorrektor und Professor Hegemann als Zweitkorrektor. Ihr Doktorvater Kohlrausch war so beeindruckt von der Arbeit, dass er sie in die von ihm herausgegebenen Abhandlungen des kriminalistischen Instituts der Berliner Universität aufnahm, die er gemeinsam mit Professor Goldschmidt herausgab.
In ihrer Arbeit untersuchte sie die rechtliche Behandlung des Verrats von Betriebsgeheimnissen in England und den Vereinigten Staaten. Sie betonte unter anderem die praktische Bedeutung von Fällen, in denen der Täter das Geheimnis ins Ausland weitergibt, ohne die Kriterien für strafbares Verhalten im Ursprungsland zu erfüllen. Mit ihrer Forschung zu diesem Thema war sie eine der ersten Frauen, die in Deutschland einen Doktortitel in Rechtswissenschaften erlangten. Im Jahr 1930 verbrachte sie außerdem sechs Monate in New York City und war dort in einer Anwaltskanzlei tätig.

## Flucht nach England
Nach der Machtübernahme der Nationalsozialisten im Jahr 1933 wurden die beruflichen Aussichten für die Juristin aus einer jüdischen Familie immer schlechter. Bereits im April 1933 trat das Gesetz zur Wiederherstellung des Berufsbeamtentums in Kraft, das Jüdinnen und Juden jede Form von Staatsdienst untersagte. Ab Mai 1933 mussten Studierende einen Ariernachweis vorlegen, um zum Staatsexamen zugelassen zu werden. Lore Ehrlich erkannte, dass sie als Jüdin in Deutschland keine Chance hatte und überzeugte ihren Verlobten Frederick Alexander Mann davon, Deutschland zu verlassen.
Das zweite Staatsexamen legte Mann am 11. Oktober 1933 bei Roland Freisler, dem späteren Präsidenten des Volksgerichtshofes, mit der Note gut ab. Nur einen Tag später heirateten Frederick Alexander Mann und Eleonore Mann und verließen noch am gleichen Tag Deutschland in Richtung London, England. Während des Zweiten Weltkriegs arbeitete Eleonore Mann ein halbes Jahr in einer Fabrik und studiert zusätzlich Mathematik.

## Leben in England
Um wieder beruflich tätig werden zu können, studierte Eleonore Mann nach Ende des Krieges von 1948 bis 1952 auch das englische Recht und wurde 1954 als Solicitor zugelassen. Sie arbeitete aushilfsweise und zum Teil auch unentgeltlich in einer Kanzlei. In einem Entschädigungsantrag schrieb sie: „Für eine Frau meines Alters ist es praktisch unmöglich, eine berufliche Anstellung zu finden.“
Nachdem sie 1964 eine Kanzlei im Westen Londons übernehmen konnte, praktizierte sie mit Schwerpunkt Miet- und Familienrecht als Rechtsberaterin. Die Portobello Road, in der sich ihre Kanzlei befand, lag damals in einem eher armen Stadtteil Londons. Eleonore Mann nahm sich der Probleme der ärmeren Bevölkerung Londons an und arbeitete an Fällen von geringer finanzieller Bedeutung. In einem Großteil ihrer Fälle vertrat sie Frauen, die unter häuslicher Gewalt litten, und setzte sich für ihre Rechte ein.
Die Arbeit und ihr Wirken in ihrer Kanzlei wurde zu einer Zeit als bahnbrechend angesehen, in der Themen wie häusliche Gewalt kaum öffentlich diskutiert wurden. Die Art ihrer Kanzlei wird als ein Vorläufer der Neighbourhood Law Centers beschrieben. In diesen Zentren wird Menschen mit geringen finanziellen Mitteln geholfen, alltägliche Probleme durch Rechtsberatung zu lösen.

## Schriften
- Die studierende Frau, in: Die Vossische Zeitung, 25. September 1927.
- Der Verrat von Betriebsgeheimnissen nach englischem und nordamerikanischem Recht, Walter de Gruyter, 1930.
- Die neuere Rechtsprechung zur Untreue des Bevollmächtigten, in: Zeitschrift für die gesamte Strafrechtswissenschaft Nr. 179, 1932.